# Récif corallien
Ne doit pas être confondu avec Récif ou Récif artificiel.
Cet article concerne les récifs coralliens tropicaux de faible profondeur. Pour les constructions coralliennes profondes non dépendantes de la lumière solaire, voir récif corallien d'eau froide.

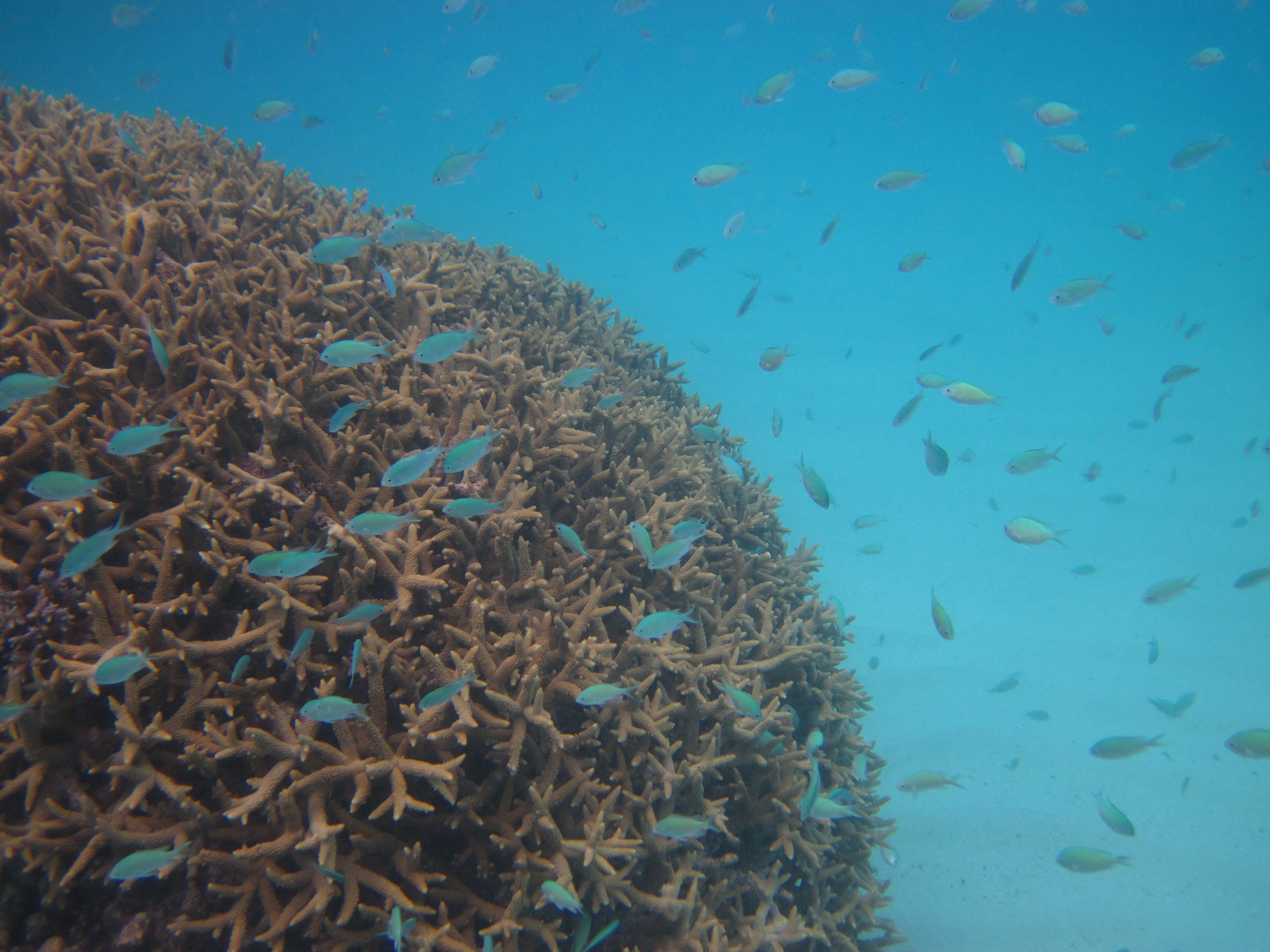
Le corail, dont les colonies forment les récifs.

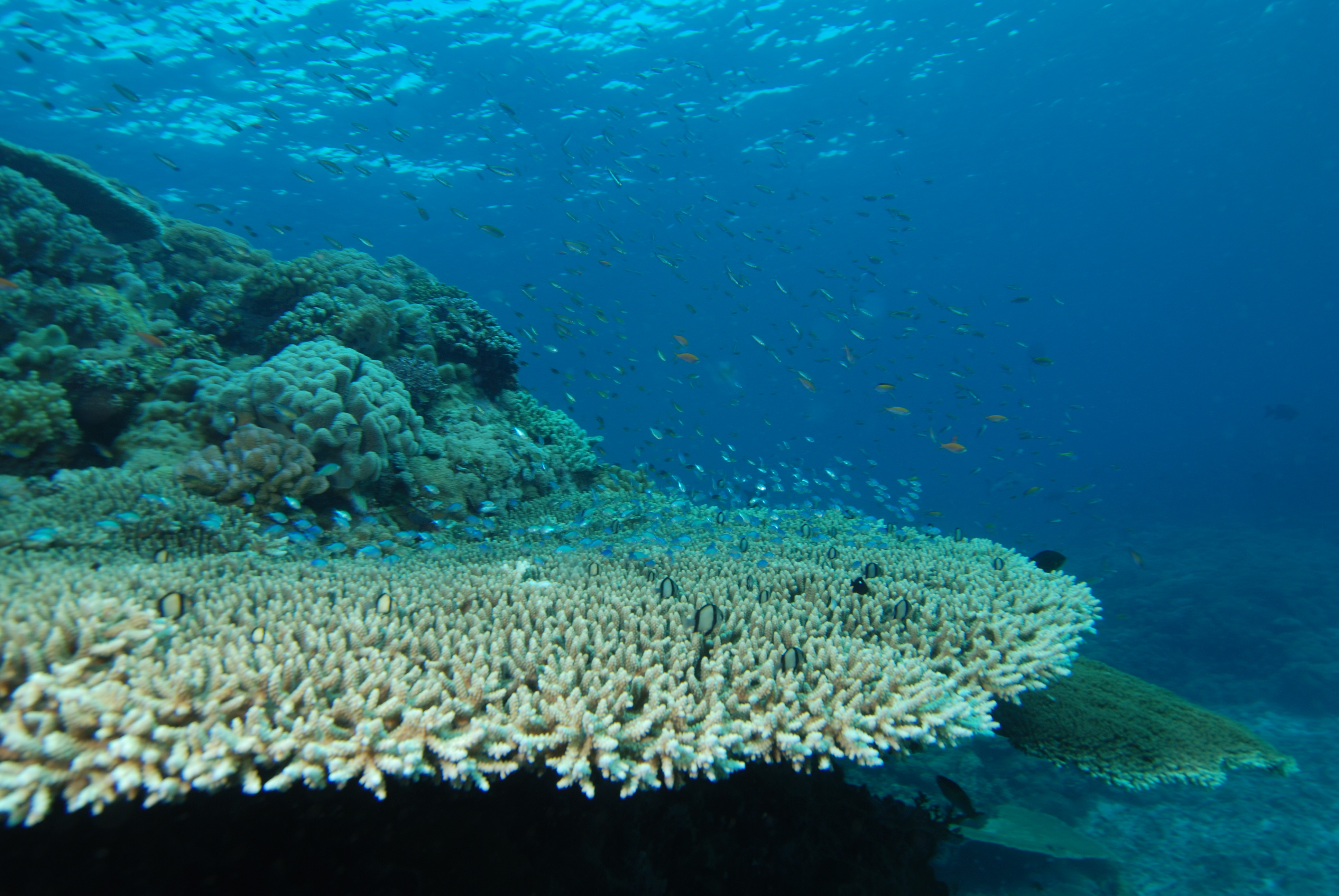
Colonie d'Acropora pulchra.

Un récif corallien ou barrière de corail est une structure naturelle bioconstruite à l'origine de laquelle sont essentiellement les coraux. La plus grande de ces formations, la Grande Barrière de corail, au large des côtes australiennes, s'étend sur quelque 2 000 km et est visible depuis l'espace. La Nouvelle-Calédonie, quant à elle, abrite dans ses lagons le deuxième ensemble corallien de la planète et la plus longue barrière récifale continue avec ses 1 600 km. La barrière de corail du Belize est la plus longue de l'hémisphère nord.
Un récif corallien résulte de la construction d'un substrat minéral durable (formé de carbonate de calcium) sécrété par des êtres vivants, principalement des coraux. Ainsi, tant que les coraux sont vivants, le récif continue de croître, contrebalançant les effets de l'érosion. Il existe plusieurs milliers d'espèces de coraux qui forment des écosystèmes marins complexes et parmi les plus riches en biodiversité, généralement à faible profondeur. Les massifs coralliens, notamment en région tropicale, procurent des niches écologiques à de nombreux animaux qui y trouvent nourriture, refuge, protection et abri. De très nombreuses espèces de poissons en sont donc dépendantes, et ces écosystèmes hébergent plus d'un quart de la biodiversité marine mondiale sur seulement un millième de la surface des océans.
Toutefois, les coraux étant très sensibles aux variations des paramètres de l'eau, en particulier sa température, sa salinité et son acidité, plus de la moitié des récifs mondiaux sont menacés à court terme par les effets des activités humaines (pollution, envasement, acidification, réchauffement climatique, surpêche…).

## Formation des récifs

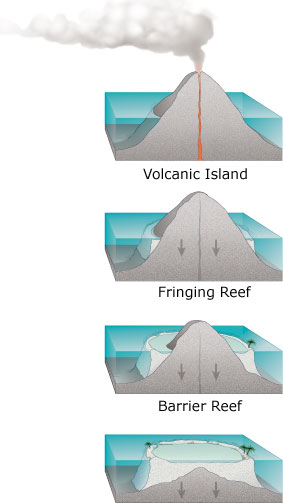
Formation d'un récif corallien à différents stades de subsidence d'une île volcanique.

### Biologie
Ces structures biologiques massives sont l'aboutissement d'interactions complexes entre les minuscules polypes de l'animal corallien (secretant le squelette minéral), ses algues symbiotiques unicellulaires, et une grande diversité de microorganismes étroitement associés (bactéries, archées, champignons et virus). Les coraux constructeurs de récifs constituent la base de la diversité structurelle et biologique des écosystèmes des récifs coralliens.
Lorsqu'un corail meurt, sa structure sert de support à d'autres organismes qui se fixent et poussent dessus (éponges, nouveaux coraux) et participent à l'agrandissement de la structure.

### Géologie
Certaines îles volcaniques se forment à partir de points chauds présents sous la lithosphère. Ces points chauds sont à l'origine de remontées de magma qui forment des volcans en surface. Un point chaud est relativement stationnaire par rapport à la plaque tectonique en mouvement au-dessus de lui. Ainsi, une chaîne d'îles émerge lorsque la plaque bouge. Sur de longues périodes, ce type d'île est érodé et s'enfonce dans la croûte océanique, jusqu'à être submergé.
Ce type d'île offre au corail un support pour pouvoir croître en recevant un apport nécessaire en lumière. C'est également le cas des littoraux continentaux tropicaux, comme en Australie où s'est formée la Grande Barrière de corail.

## Types de récifs
Trois types de récifs coralliens sont distingués dans le cas des îles volcaniques tropicales, mais ils découlent tous des mêmes phénomènes de croissance.

### Récif frangeant

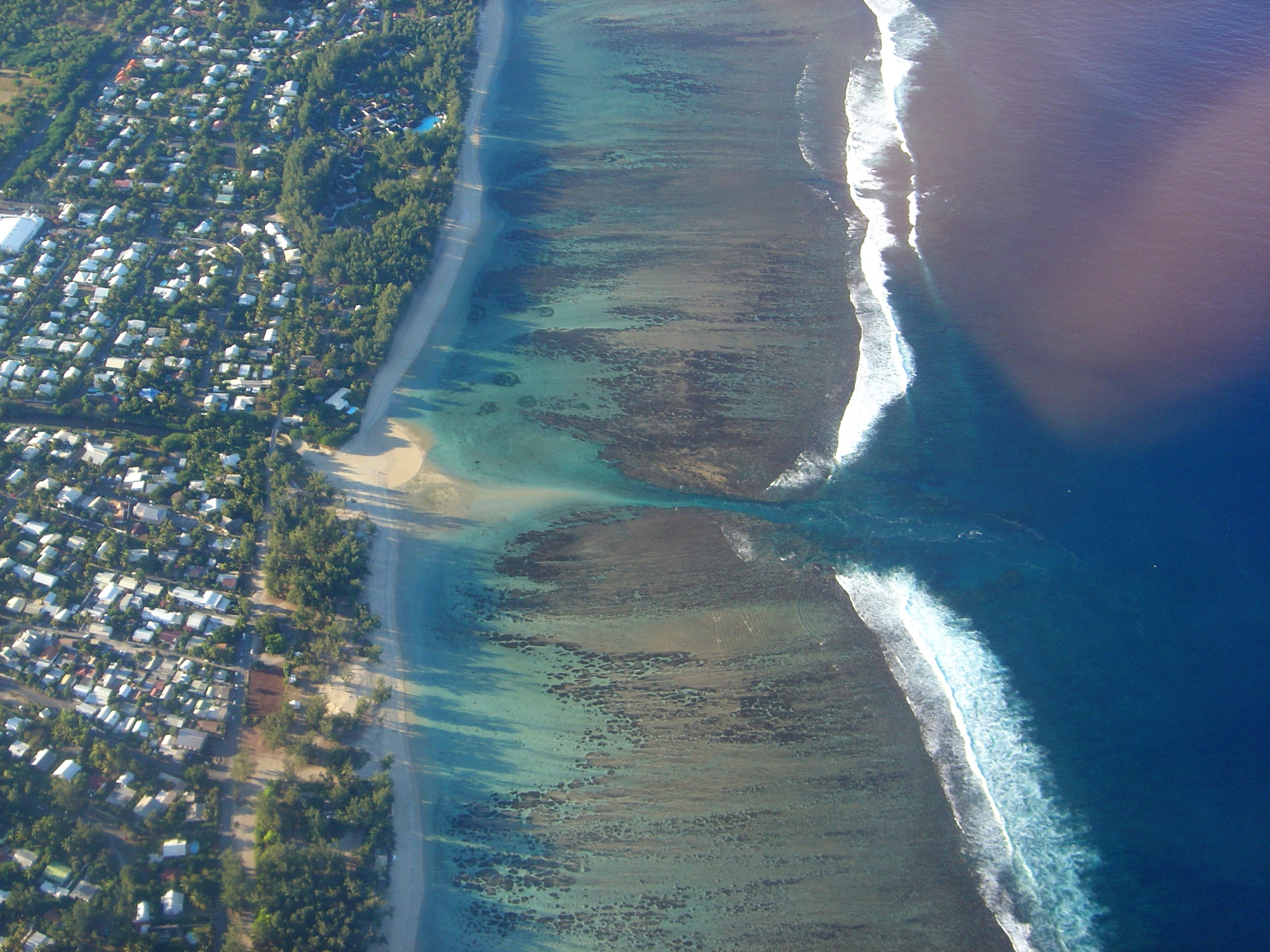
Récif frangeant à La Réunion.

Le récif frangeant est le premier type de récif à se développer sur les bords du littoral. Il forme avec le temps un court platier de faible profondeur composé de corail mort, de sable et d'alluvions, entre la côte et la zone active de croissance du corail. Ce platier ne présente plus de conditions favorables à la croissance du corail, en raison notamment du substrat mou, du faible courant et des températures élevées : il devient un lagon. Le corail continue donc à se développer principalement sur les bords du lagon, où les conditions sont favorables à sa pousse : température, degrés de salinité, oxygénation et apports en nutriments. Ainsi, avec les années, le front corallien s'éloigne de plus en plus du littoral, et le lagon devient de plus en plus profond (par érosion) jusqu'à former un récif barrière.

### Récif barrière

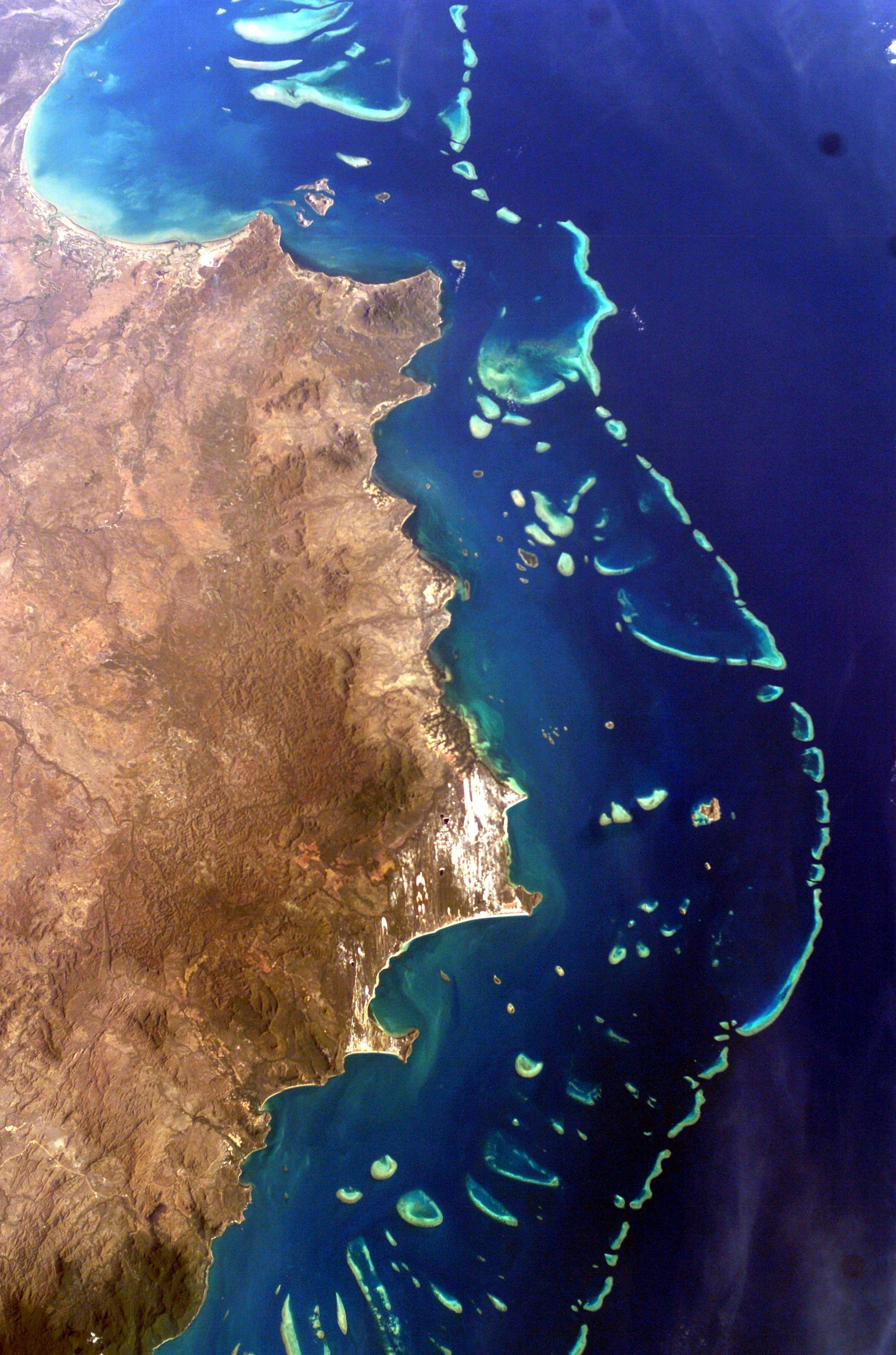
La Grande Barrière de Corail en Australie, une des plus grandes et des plus anciennes structures coralliennes au monde.

Le récif barrière se trouve à une certaine distance du littoral (des distances de 800 mètres à 1 kilomètre sont communes), laissant un espace dégagé formant le lagon. Il s'agit à l'origine d'un récif frangeant éloigné du littoral par l'enfoncement de l'île par un effet de subsidence et le creusement du lagon par les courants, alors que la pousse des coraux se poursuit sur le récif. Il peut être discontinu, en fonction de l'âge de l'île et de l'élargissement des passes, certaines zones étant par ailleurs plus favorables à la croissance du corail (côte sous le vent, salinité, flux de nutriments, etc.). Avec le temps, il forme une couronne récifale plus ou moins continue enserrant l'île.
La partie du récif barrière côté lagon accumule des dépôts de sable. Ces bancs de sable sont souvent parsemés de « patates » de corail (espèces massives à croissance lente adaptées à cet environnement) et descendent en pente douce vers le lagon. Le courant en creuse davantage le bord. Le sable peut s'accumuler, en particulier sur les bords des passes, jusqu'à former des îlots de sable émergés, offrant un support à la végétation : ce sont les motus.
Le platier est émergé et battu par les vagues, qui forment un courant puissant qui creuse le bord immédiat du platier côté lagon, formant une tranchée. La partie exposée aux vagues de l'océan descend en pente douce. Elle est creusée de rigoles perpendiculaires au récif, formées par le reflux. Cette partie du récif est la plus favorable à la croissance du corail malgré l'érosion causée par les vagues, grâce à l'oxygénation des eaux et l'apport de nutriments et de lumière.
Le récif barrière laisse passer une partie de l'eau provenant des vagues, alimentant le lagon. Il présente également des failles appelées « hoa » qui sont la principale source d'alimentation du lagon en eaux océaniques. De larges passages généralement navigables, les passes récifales (ou ava), assurent également une importante communication entre les eaux du lagon et l'océan et sont sources d'importants courants. Ces passes se forment souvent en face de l'embouchure d'une importante rivière, la salinité plus faible des eaux limitant la croissance des coraux.
Avec le temps, il est possible qu'il se développe autour d'une île un nouveau récif frangeant, pouvant ainsi former à terme une double barrière : c'est notamment le cas du département français Mayotte.

### Récifs de la zone crépusculaire
Entre 30 et 150 mètres de profondeur s'étend la « zone crépusculaire » ou « mésophotique ». Là, d'autres types de récifs coralliens existent. On a longtemps cru que ces récifs pourraient être des refuges pour les espèces de surface menacées par le réchauffement, mais des données récentes (notamment acquises après l'ouragan Maria) montrent qu'elles peuvent également être menacées par des phénomènes météorologiques extrêmes (ouragans, cyclones et tempête notamment), autant que leurs homologues des eaux peu profondes parfois. Les dégâts de tempêtes les plus visibles sont dans les dix premiers mètres sous la surface, mais la houle a des effets indirects sur les eaux côtières ou de récifs profonds et les ouragans sont sources d'une production importante de sédiments du plateau récifal. Les zones mésophotiques se montrent également plus sensibles qu'on ne le pensait au réchauffement des océans, aux vagues de chaleur océaniques, aux sédiments générés par les tempêtes, aux perturbations des températures de l'eau, et elles ne sont pas épargnées par l'acidification des océans. En outre, une étude de 2018 ayant porté sur quatre récifs de l'Atlantique et du Pacifique a montré qu'il y avait peu de chevauchement entre les espèces de subsurface et des zones plus profondes ; les zones crépusculaires ne semblent donc pas pouvoir servir de refuge aux espèces des zones éclairées. Si de fortes tempêtes deviennent annuelles, « il sera très difficile pour les récifs et les autres communautés côtières de se rétablir ».

### Atolls

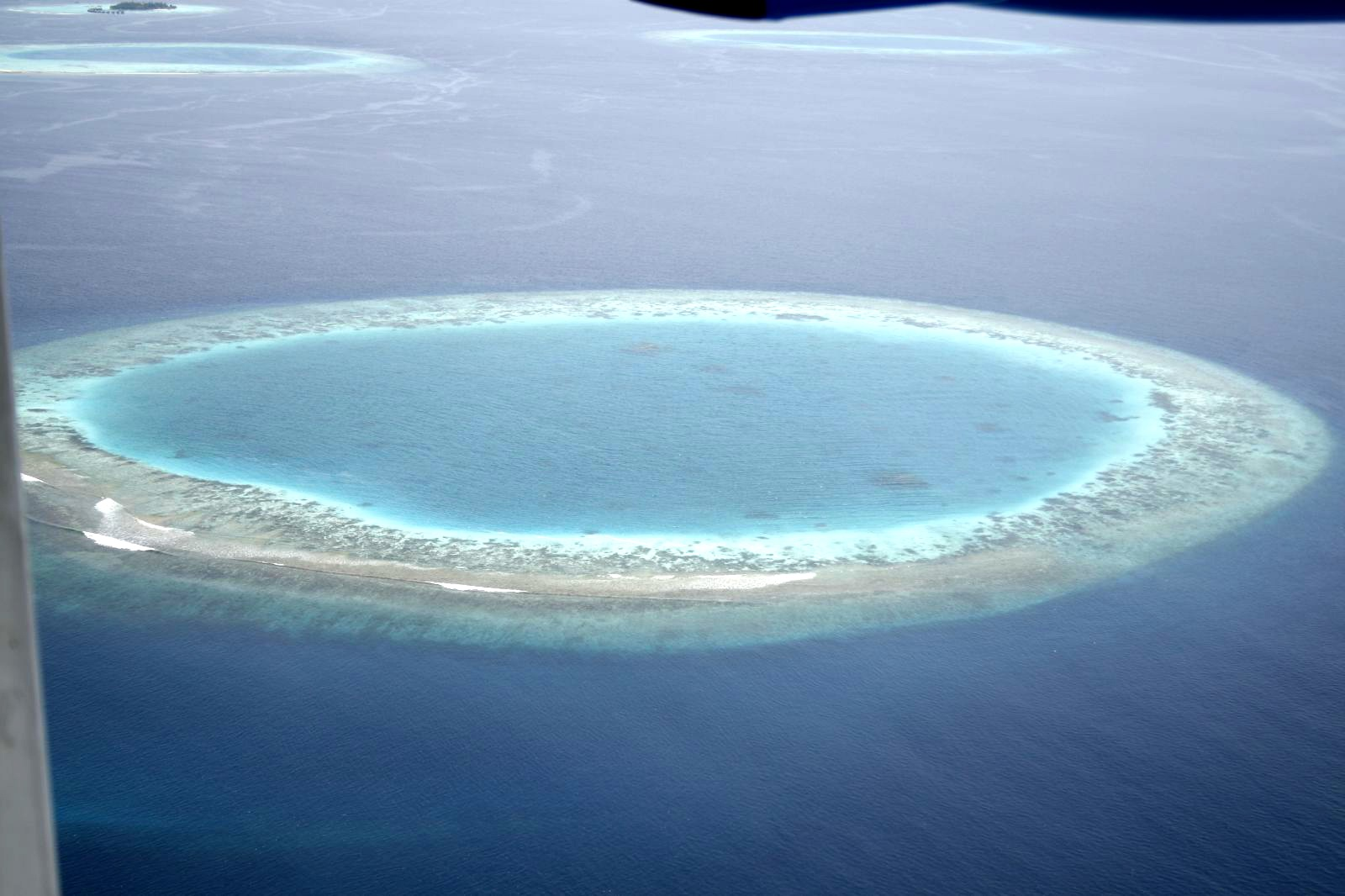
Un atoll aux Maldives.

Les atolls sont des récifs anciens, qui se forment quand l'île (généralement volcanique) dont ils sont issus se retrouve totalement immergée (affaissement, érosion), ne laissant plus émerger que la couronne récifale (barrière seule ou dune circulaire). Il existe deux types d'atolls :
- les atolls simples, tels que décrits ci-dessus ;
- les atolls de faro, des « atolls d'atolls ». Les faro sont des atolls circulaires classiques, mais résultant eux-mêmes des différents segments séparés d'un atoll plus ancien et disloqué, appelée grand atoll. On les voit surtout dans l'océan Indien (notamment dans l'archipel des Maldives).

Un atoll peut mettre jusqu'à 30 millions d'années à se former.

### Galerie des différents types de récifs

Un récif frangeant peut mettre dix mille ans à se former.
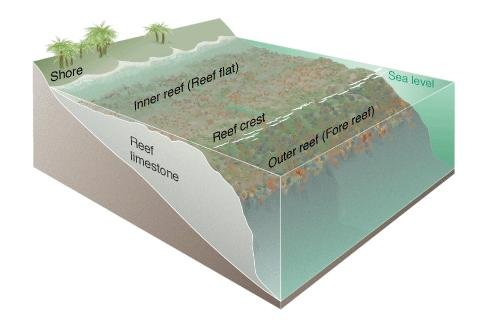
Coupe schématique d'un récif frangeant.
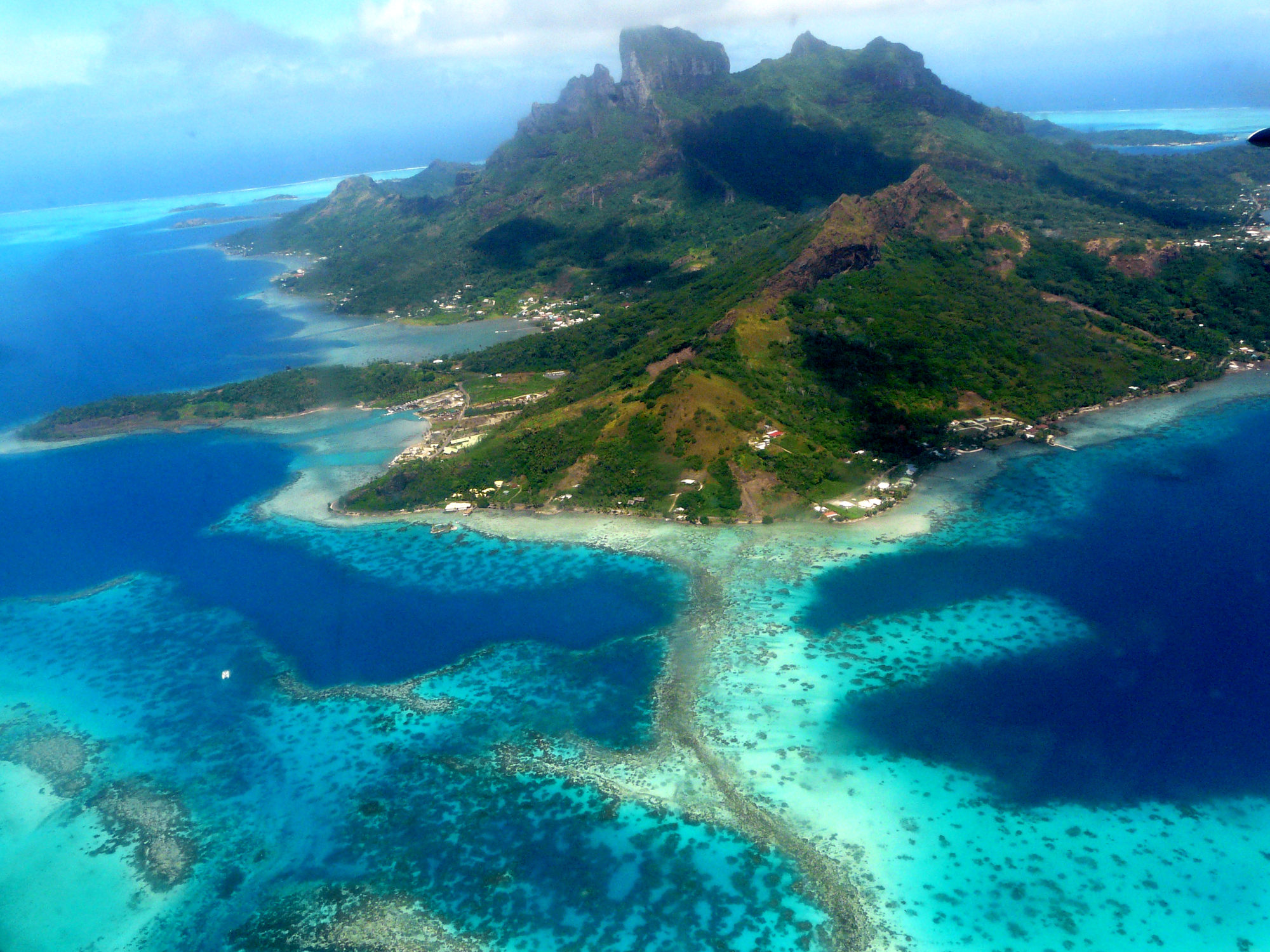
Le lagon de Bora-Bora, élément d'un récif-barrière entourant l'île volcanique.
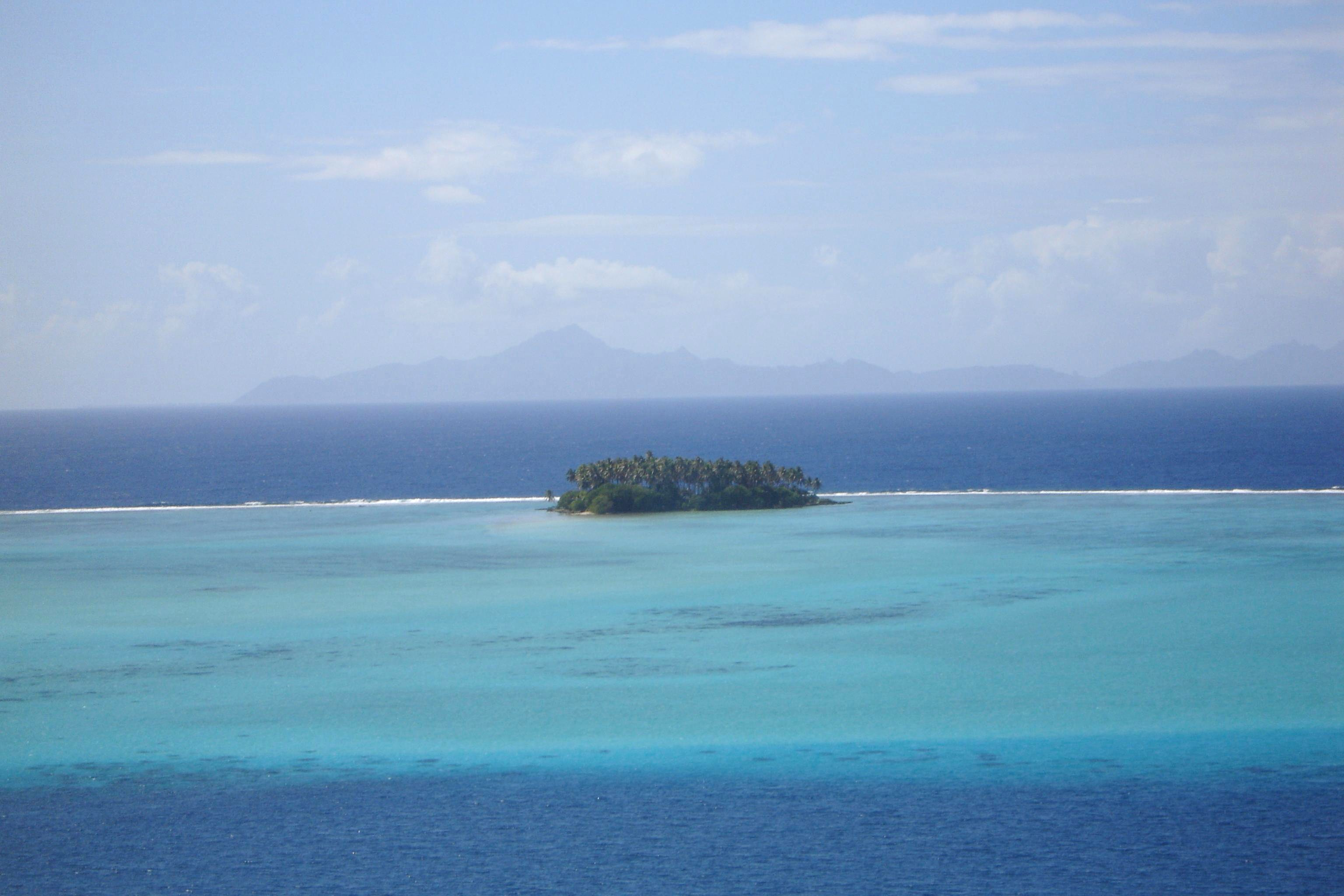
Récif barrière côté lagon, avec un motu.
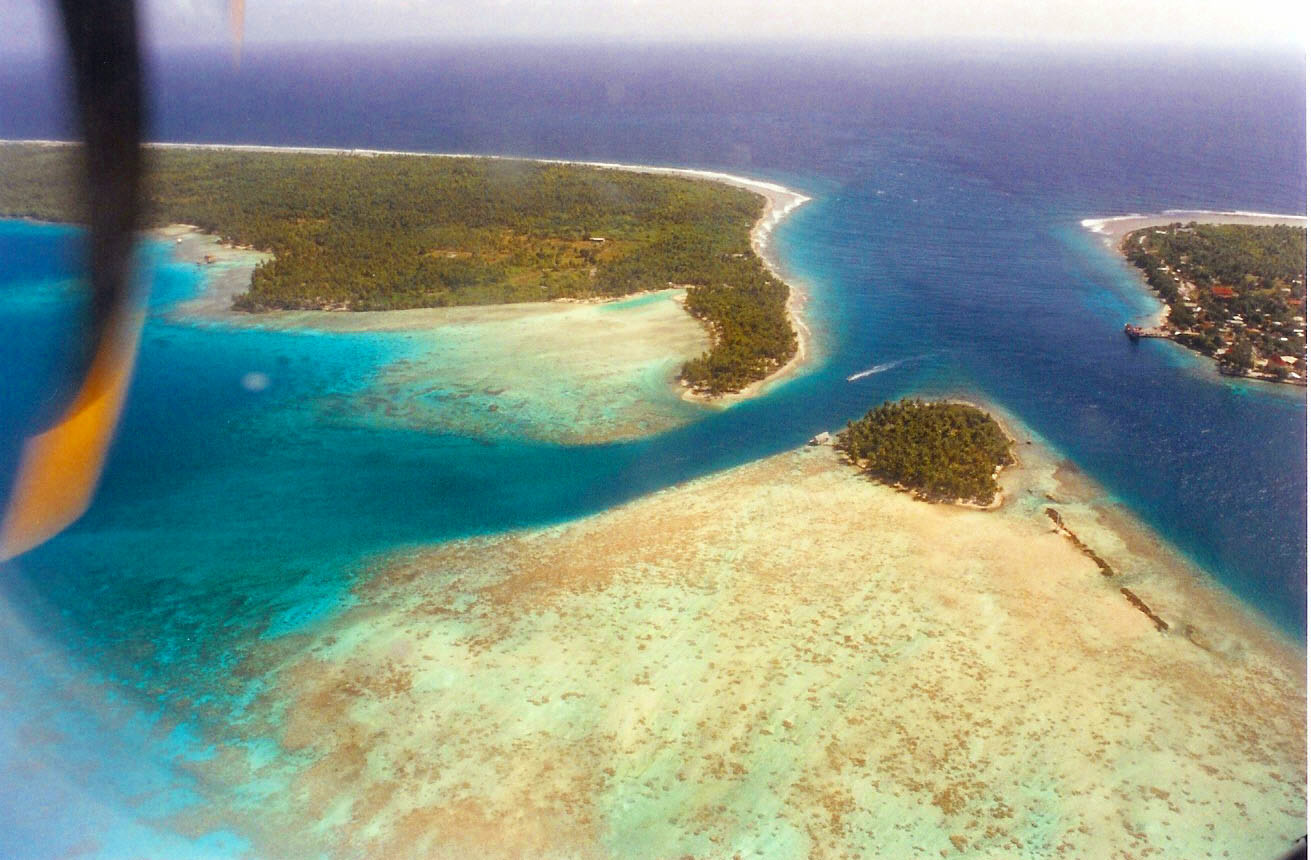
Motu en formation sur les bords de la passe d'Avatoru, sur l'atoll de Rangiroa.

## Restes d'anciens récifs coralliens
Des récifs coralliens se sont formés il y a des millions d'années. On trouve la trace de certains d'entre eux en Europe — notamment à Engis où le front vertical d'une ancienne carrière de calcaire, aménagé en géosite, présente par ses bancs obliques la coupe exceptionnelle d'un récif à stromatopores d'il y a un peu plus de 370 Ma.

## Répartition géographique des récifs actuels

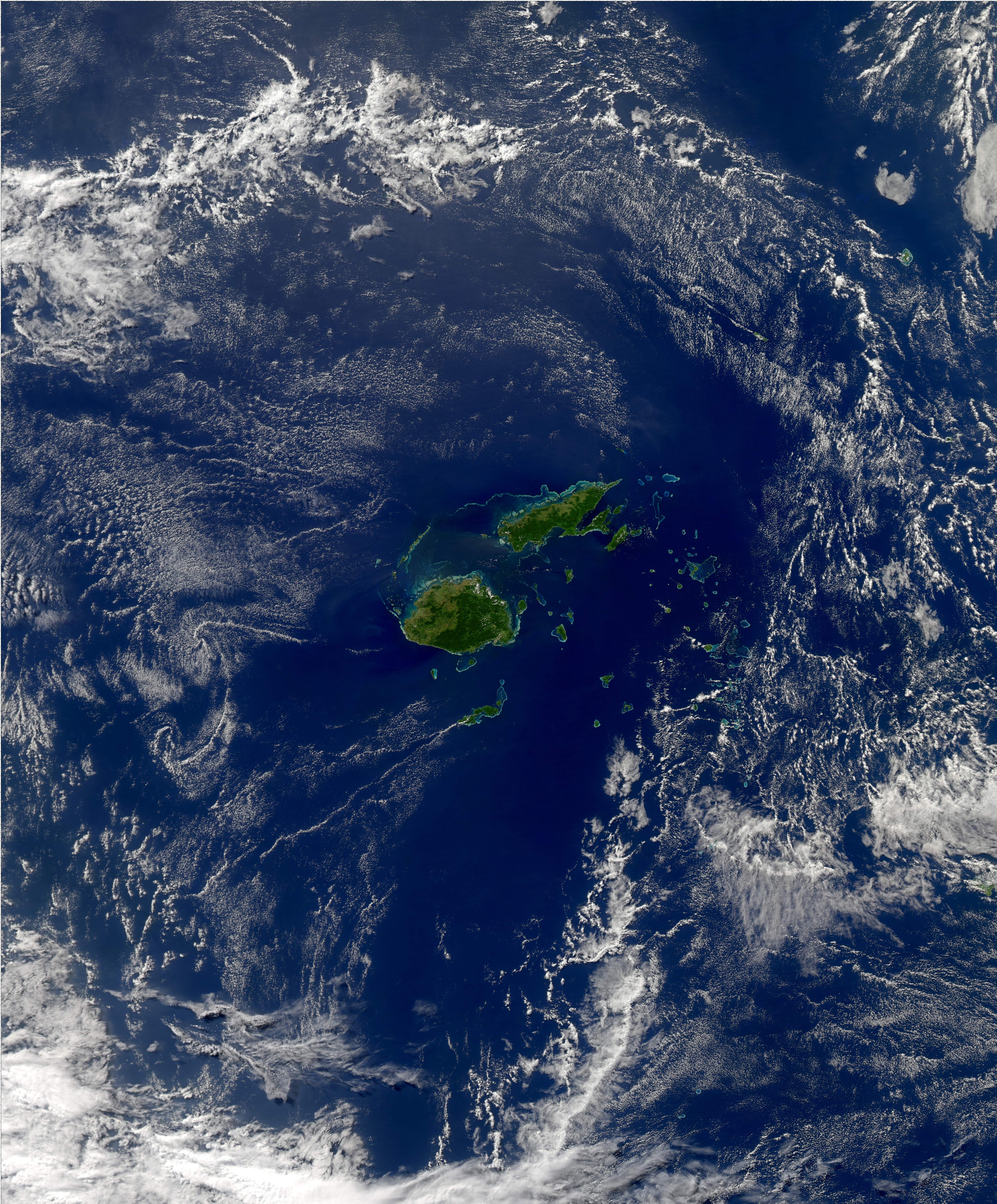
Le récif de Cakaulevu, au nord de Vanua Levu, deuxième île des Fidji.

Les trois plus grands récifs coralliens du monde sont situés en Australie, en Nouvelle-Calédonie et au Belize. Bien que certaines espèces de coraux existent en eaux froides, dans les régions tempérées, ou en profondeur, l'immense majorité des récifs se répartit dans la zone de lumière des 20 premiers mètres des eaux tropicales, notamment dans l'Ouest de l'Océanie (Indonésie, Australie, Nouvelle-Calédonie, etc.), au large du Mexique (Riviera Maya) et aux Antilles.

### Dans les eaux françaises
La France a une responsabilité particulière puisque les récifs tropicaux abriteraient dans ses eaux environ 95 % de la biodiversité littorale française. On estime qu'un km2 de récif tropical contient en moyenne plus d'espèces qu'on n'en trouve sur tout le littoral européen :
- sa responsabilité porte sur environ 10 % des récifs coralliens mondiaux (4e rang mondial), dans huit collectivités d'outre-mer et dans trois océans (c'est le seul pays à abriter des récifs coralliens dans 3 océans)[7] ;
- la grande barrière récifale de Nouvelle-Calédonie est la deuxième plus grande du monde (en longueur développée) ;
- la Nouvelle-Calédonie et Mayotte disposent chacune de doubles récifs barrières (et il n'en existe qu'une dizaine sur la planète)[7] ;
- la Polynésie abrite 20 % des atolls coralliens du monde ; c'est l'ensemble d'atolls le plus riche du monde (77 atolls)[7] ;
- la frange nord-ouest du récif corallien de l'Amazone se situe au large de la Guyane française.

### Dans les eaux glaciales du Groenland
En 2020, des chercheurs ont découvert la présence d'un écosystème au large des côtes du Groenland. Ce jardin corallien est composé de milliers de coraux mous et d'éponges. Selon les scientifiques britanniques, l'amas de coraux s'étend sur 486 km2 et montre de grandes variations de composition et d'abondance, dont notamment une vaste présence d'anémones, de coraux choux-fleurs et d'éponges.

## Écosystème et services associés économiquement
Bien que ne couvrant que 0,1 % des océans (= 1,2 % des plateaux continentaux), ces récifs remplissent des fonctions écologiques essentielles, abritant plus de 25 % de la biodiversité marine mondiale (1 à 3 millions d'espèces, et 1/4 de la totalité des espèces de poissons marins,).
Ils fournissent des services écosystémiques majeurs : le GCRMN (initiative internationale pour les récifs coralliens) a évalué en 2008 que les récifs coralliens apportaient un bénéfice économique net de 30 milliards de dollars par an.
Au moins 30 millions de personnes en dépendent directement sur les littoraux et dans les communautés insulaires où ils fournissent l'essentiel de la production alimentaire, des revenus et des moyens de subsistance,.
En 2008, 54 % des récifs mondiaux existants étaient menacés dont :
- 15 % à court terme (disparition dans les 10 à 20 prochaines années) ;
- 20 % à moyen terme (disparition dans les 20 à 40 prochaines années).

Les zones les plus vulnérables étaient l'Asie du Sud-Est et les Caraïbes.
Parmi les services majeurs apportés par les récifs de corail se trouve la protection des côtes contre la houle océanique : les barrières de corail brisent les grosses vagues venues du large et ménagent derrière elles des lagons calmes, propices au développement de plages ou de mangroves. Ainsi, la mort du corail dans certaines îles du Pacifique à la suite d'un épisode de blanchissement entre 2015 et 2017 a été suivie par un doublement de la puissance des vagues atteignant la côte, entraînant une érosion dramatique du littoral.

## Equilibre de la biodiversité dans les récifs coralliens
Les récifs coralliens sont un des types d'écosystèmes les plus riches au monde en terme de biodiversité. Les types très variés d'habitats naturels qu'ils permettent de créer permettent à de très nombreux organismes marins d'y prospérer. Les formes de symbiose y sont nombreuses, y compris avec des habitats marins extérieurs.
Par exemple, les coraux peuvent protéger les mangroves des vagues en brisant la houle avant qu'elle n'atteigne le rivage, érodant les littoraux et endommageant la forêt, tandis que les mangroves filtrent de grandes quantités de boue, sédiments, polluants ou eau douce de l'eau qui parvient aux coraux.
De la même façon, les récifs coralliens sont des refuges pour des animaux marins qui vivent en haute mer et peuvent utiliser ce milieu spécifique pour s'abriter, se reproduire, ou simplement se nourrir.
Ainsi, les récifs coralliens concentrent en leur sein des poissons (plus de 4000 espèces recensées), des oiseaux marins, des éponges, des cnidaires (dont font partie les méduses et certaines formes de coraux), des mollusques et des crustacés, des vers, des échinodermes (dont des étoiles de mer et des oursins), certains serpents, des tortues de mer, et énormément de microorganismes.
Les mammifères y sont rares, à l'exception notable des dauphins.
Cette diversité est cruciale, puisque, plus que tous les autres indicateurs écologiques, c'est la biodiversité qui influe le plus sur le développement de la biomasse des récifs, et on sait aujourd'hui que plus la biodiversité d'un récif corallien est grande, plus grande est sa biomasse.

### Éléments de la symbiose dans les barrières de corail

#### Les micro-organismes
Les récifs coralliens abritent une immense diversité de micro-organismes, comprenant des bactéries, archées, virus, champignons, protistes, ainsi que des microalgues symbiotiques. Bien qu’invisibles à l’œil nu, ces organismes jouent un rôle fondamental dans la santé, la résilience et le fonctionnement global des récifs coralliens.
Les coraux constructeurs de récifs (coraux hermatypiques) ne sont pas des organismes isolés : ils forment, avec leur communauté microbienne associée, un holobionte. Ce concept, développé à partir des années 2000, désigne l’unité écologique formée par l’hôte (le corail) et l’ensemble de ses micro-organismes symbiotiques ou associés. Ces communautés microbiennes colonisent différentes parties du corail sain, tels que le mucus, les tissus et le squelette calcaire, mais aussi l'eau de mer environnante.
La recherche scientifique a mis en évidence que ces micro-organismes remplissent des fonctions essentielles pour le métabolisme, la défense immunitaire, la nutrition et le recyclage des nutriments dans les récifs coralliens. De plus, les variations dans la composition du microbiome corallien peuvent être des indicateurs précoces de stress environnemental ou de maladies.
L’étude de ces communautés microbiennes est devenue un axe de recherche majeur pour comprendre les mécanismes de résilience ou de vulnérabilité des récifs face aux menaces globales, telles que le réchauffement climatique, l’acidification des océans ou la pollution anthropique,. En effet, le rééquilibrage du microbiome d'un récif coralllien peut servir à le rendre plus résistant à la pollution, au changement de température, à la raréfaction des nutriments et ainsi soutenir l'essor de la biodiversité dans ces écosystèmes fragiles.
La diversité exceptionnelle de micro-organismes qui coexistent avec les coraux et d’autres habitants récifaux s'exprime à plusieurs niveaux taxonomiques (bactéries, archées, virus, eucaryotes unicellulaires) et fonctionnels, et constitue un microbiome complexe et dynamique.

##### Rôle écologique des micro-organismes
Les micro-organismes jouent un rôle essentiel dans le fonctionnement global des récifs coralliens. Ils forment un réseau d’interactions complexe avec les coraux, mais aussi avec les algues, poissons et autres espèces récifales. Ces interactions sont souvent mutuellement bénéfiques et permettent aux récifs de rester productifs et stables dans des eaux pauvres en nutriments.
Le partenariat entre le corail et les zooxanthelles (microalgues symbiotiques) est l’un des exemples les plus connus de symbiose mutualiste. Les zooxanthelles réalisent la photosynthèse à l’intérieur des cellules du corail, produisant des sucres et de l’oxygène que le corail utilise pour grandir et construire son squelette calcaire. En échange, elles bénéficient d’un habitat protégé et des déchets azotés produits par le corail, qu’elles réutilisent comme nutriments.
D'autres micro-organismes, notamment des bactéries fixatrices d’azote, complètent ce système en rendant disponibles des nutriments essentiels dans ces environnements naturellement pauvres. Les bactéries, archées et protistes participent activement au recyclage de la matière organique dans les récifs. On parle souvent de "boucle microbienne" (microbial loop) : les bactéries décomposent les déchets organiques et les transforment en nutriments utilisables par les autres organismes, permettant ainsi un recyclage rapide de l’énergie dans le système. Ce rôle est particulièrement important dans les récifs où les apports en nutriments venant de l’extérieur (comme les fleuves) sont très faibles.
Certains micro-organismes du microbiome corallien aident aussi à protéger le corail contre les maladies. Ils produisent des composés antimicrobiens qui empêchent les bactéries pathogènes de s’installer. En cas de stress (chaleur, pollution), cette barrière protectrice peut être affaiblie, rendant le corail plus vulnérable. Des recherches récentes ont montré que des bactéries bénéfiques pourraient être utilisées comme "probiotiques" pour renforcer la santé des coraux, une approche expérimentale nommée BMC (Beneficial Microorganisms for Corals).

##### Micro-organismes et maladies coralliennes
Lorsque le microbiome est déséquilibré — on parle alors de dysbiose — certains micro-organismes normalement inoffensifs peuvent devenir nuisibles. Ce déséquilibre est souvent causé par des facteurs de stress comme le réchauffement de l’eau, l’eutrophisation (excès de nutriments), ou les polluants chimiques ou plastiques.
La dysbiose peut alors se traduire par un blanchissement corallien, qui se produit lorsque les coraux expulsent leurs zooxanthelles, perdant leur couleur et leur principale source d’énergie. Ce phénomène est souvent déclenché par des températures anormalement élevées. La perte des algues symbiotiques peut aussi affecter la composition du microbiome bactérien, rendant le corail plus sensible aux infections.
Des bactéries pathogènes, comme certaines espèces du genre Vibrio, peuvent envahir les coraux affaiblis. Elles sont impliquées dans diverses maladies : nécroses, taches noires, ou encore la maladie de la bande blanche. Ces pathogènes peuvent être transportés par l’eau, les poissons ou même par les déchets humains.

## Menaces

### Facteurs et stress

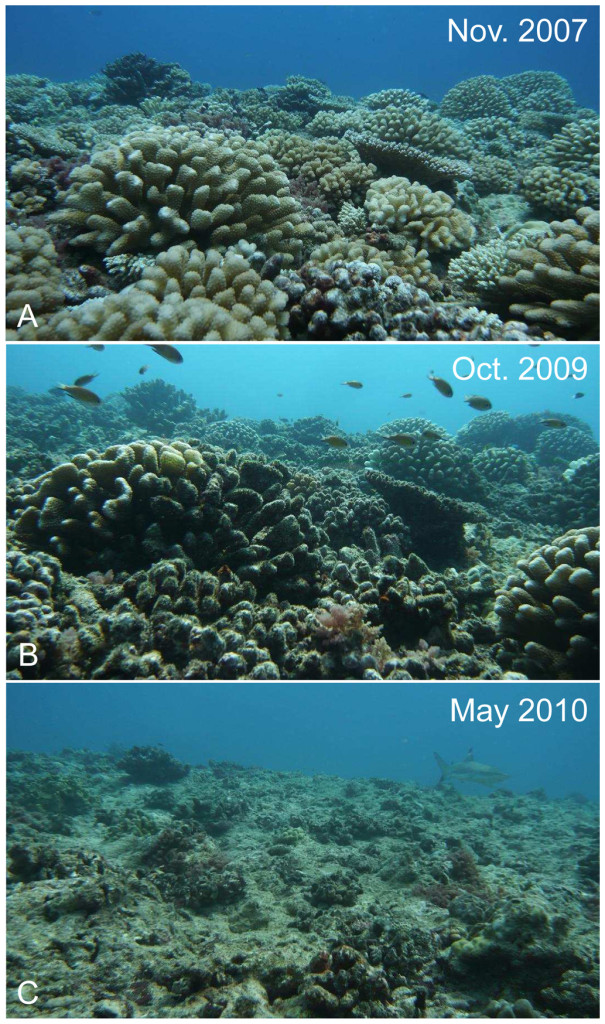
Exemple d'un récif polynésien (Moorea) avant, pendant et après une invasion d'acanthasters.

De nombreux polluants et microbes menacent ou peuvent menacer les coraux (eutrophisants et pesticides en particulier). Localement ils peuvent être menacés par leur exploitation directe. On a remarqué qu'au cours des 30 dernières années, les maladies et le blanchissement des coraux ont gravement augmenté en fréquence et en ampleur et cela malgré les divers essais pour les protéger. On estime que déjà 30 % de ceux-ci sont en grave déclins et que d'ici 2030, plus de 60 % seront perdus. Divers facteurs détruisent les récifs coralliens et menacent leur survie. La surpêche, la pollution, l'agriculture et l'aménagement du territoire au cours des deux derniers siècles ont favorisé, de façon directe ou non, les changements dans cet écosystème, ce qui a accéléré la perte d'espèces le composant, et peut-être favorisé l'invasion de certains prédateurs comme la destructrice étoile de mer dévoreuse de corail. Les différents facteurs de stress comme une faible salinité, une température trop basse ou trop élevée, une exposition aérienne et l'exposition au cyanure contribuent au blanchissement des récifs coralliens. De plus, les récents changements climatiques mondiaux ont aggravé leur état, ce qui complique beaucoup la gestion de leur survie.

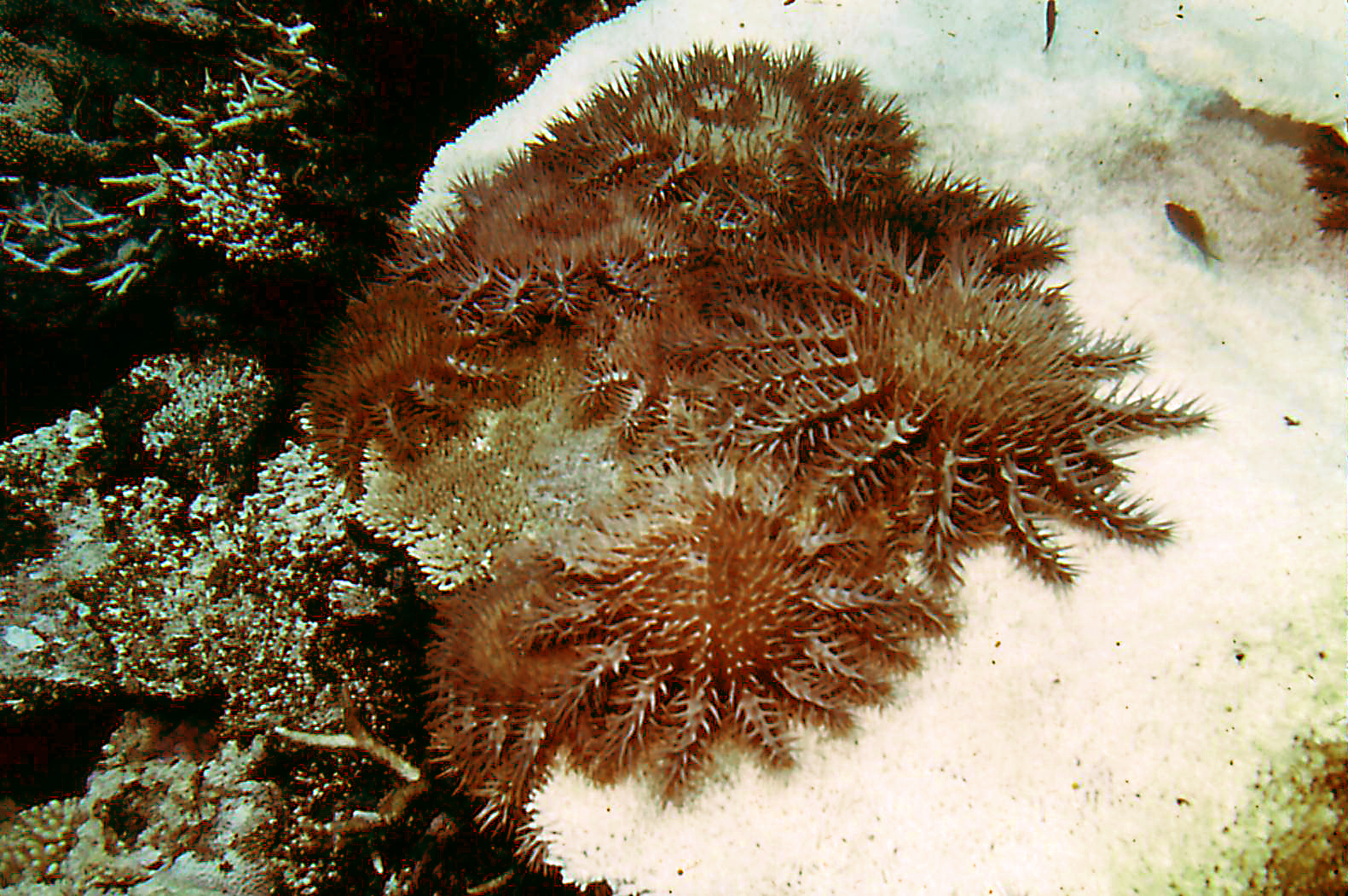
Groupe dAcanthaster planci dévorant un Acropora tabulaire en Australie.

### Changements climatiques et climat
Le dérèglement climatique a commencé à significativement affecter certaines variables des écosystèmes comme la circulation, la température, la chimie de l'eau (acidification des océans ,autrement dit diminution de leur potentiel hydrogène ou pH, salinité, éléments nutritifs), le niveau de la mer ainsi qu'El Niño, autant de facteur pouvant affecter les récifs coralliens dans la distribution des organismes y vivant, la structure des communautés et la fonction des principaux processus écologiques. Ces phénomènes et peut-être une augmentation des UV liée à l'affaiblissement de la couche d'ozone agissent probablement synergiquement en dégradant les coraux et leur biodiversité, et leurs capacités de résilience écologique.
Déjà, l'augmentation du dioxyde de carbone dans l'atmosphère au XXe siècle a entraîné :
- une hausse moyenne de 17 cm du niveau de la mer imposant aux coraux qui forment les récifs de rapidement croître en hauteur (où ils peuvent aussi être endommagés par les cyclones et ouragans tropicaux). Mi 2018, Chris Perry et ses collègues dans la revue Nature alertent sur le fait que dans l'océan Atlantique tropical et dans l'océan Indien, les récifs gagnent en hauteur, mais que les changements observés dans l'écologie récifale font craindre que peu de récifs dans ces deux régions du monde seront en mesure de suivre la montée de la mer[30] ;
- une hausse de 0,74 °C de la température moyenne des océans[31] ;
- une eutrophisation de certaines parties du monde et probablement une exacerbation du phénomène de zones marines mortes ;
- des changements de répartition d'espèces ;
- une acidification des océans, qui dans le futur pourrait affaiblir les squelettes des coraux et ainsi réduire l'accumulation de récifs, principalement aux latitudes les plus hautes[27].

Même s'ils sont généralement situés dans des mers d'eaux chaudes, les récifs coralliens sont très vulnérables aux changements de climat rapides,,.

### Pêches destructrices
La pêche affecte en général l'écosystème corallien, mais certaines des méthodes utilisées détruisent directement les récifs coralliens. Une pêche destructrice amène une perte des poissons comestibles, une réduction de la diversité et de la richesse des espèces. Les dommages qu'elle cause pourraient être contrôlés, comparativement aux perturbations naturelles qui affectent les récifs.
La pêche au cyanure permet d'étourdir les poissons du récif de façon temporaire afin de pouvoir les capturer. Les pêcheurs peuvent ainsi les revendre aux collectionneurs pour garnir leurs aquariums. Cette pêche entraîne un blanchissement des coraux, car elle tue le polype du corail tout en laissant le squelette intact. Certains pêcheurs détruisent à coups de marteau les coraux afin de récupérer les poissons s'étant échappés et cachés lors de l'ajout du cyanure. Ce type de pêche peu coûteux et très efficace est pratiqué dans les Philippines, l'Indonésie, le Cambodge, les Maldives, la Thaïlande et le Viêt Nam, même si elle y est interdite par la loi. On estime que plus de 4 000 pêcheurs de poissons des récifs coralliens aux Philippines ont utilisé, à ce jour, plus d'un million de kilogrammes de cyanure sur leurs récifs.
La pêche explosive est pratiquée dans au moins 40 pays ou îles à travers le monde, et utilise de la dynamite. L'explosion tue directement les poissons les plus proches de l'explosion, et le souffle provoque l'explosion de la vessie natatoire des autres. Cet organe permet aux poissons de contrôler leur profondeur, comme un ballast. Une portion mineure des poissons touchés remonte en surface, le reste coule. Cette activité est dangereuse et très destructrice pour le corail, mais sa forte rentabilité explique sa longue pratique. Les dommages qu'elle cause aux récifs coralliens sont importants et perdurent pendant des années, principalement au niveau de sa structure. La dynamite diminue également la capacité des coraux à repousser puisqu'il en résulte une modification de la topographie et une perte du substrat. Ce type de pêche diminuerait de 14 % la couverture corallienne par an et il en résulterait un important déclin des coraux et des poissons y vivant.
Les filets Muroami provoquent d'importants bris des récifs coralliens. Le filet Muroami combine des décorations ayant des couleurs vives qui attirent les poissons, ainsi que des outils de martèlements (pierres, morceaux de ciment) pour les assommer. C'est lorsqu'ils sont remontés et redescendus que ceux-ci provoquent les dommages aux récifs coralliens. Cette pêche continue d'être pratiquée de façon illégale aux Philippines, bien qu'elle soit interdite depuis les années 1980.

### Sauvegarde et préservations
L'année 1997 avait été nommée année Internationale des récifs coralliens afin de sensibiliser les gens à la détérioration continuelle des récifs coralliens causée par l'homme. La participation communautaire ainsi que la coopération de toutes les institutions impliquées dans la gestion des ressources sont importantes, puisqu'elles sont des éléments clés de la gestion durable des récifs coralliens. Finalement, l'adoption de meilleures méthodes de pêche résulterait en une pêche durable tout en protégeant le récif.
Plusieurs initiatives internationales sont nées dans les années 1990/2000 pour tenter de freiner les dégradations, voire de reconstruire des récifs dégradés par la pollution ou certains tsunamis.
En France, le Grenelle de la mer a en juin 2009 insisté sur la responsabilité française en matière de protection des coraux. En particulier, il a proposé en Polynésie française que soient renforcés les moyens d'action de l'Institut des récifs coralliens du Pacifique (EPHE) récemment créé pour la formation à la recherche et à la gestion des coraux, des jeunes des pays riverains, futurs cadres de leurs pays. Le Grenelle a aussi suggéré d'étendre « le champ d'action de l'IFRECOR sur les écosystèmes associés (mangroves et herbiers) ou créer un réseau complémentaire d'échange sur ces écosystèmes fragiles et menacés »
Une autre proposition (no 31) est : « renforçons les moyens de l'Initiative française pour les Récifs coralliens pour développer ses actions locales et transversales et tout spécialement en vue de la désignation ou l'inscription de récifs coralliens, voire progressivement également de mangroves, au titre des grandes conventions internationales, pour mener les actions d'éducation à l'environnement, de production scientifique et de gestion intégrée des usages, pour valoriser ses actions au sein de l'International Coral reef Initiative dont la France assure le secrétariat international à compter du 1er juillet 2009 ».

### Galerie des différentes menaces

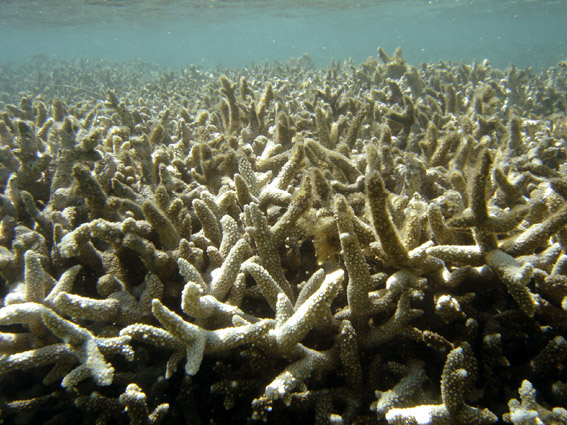
Le blanchiment des récifs coralliens (ici à La Réunion) a des causes encore mal comprises et préoccupe les experts du monde entier.
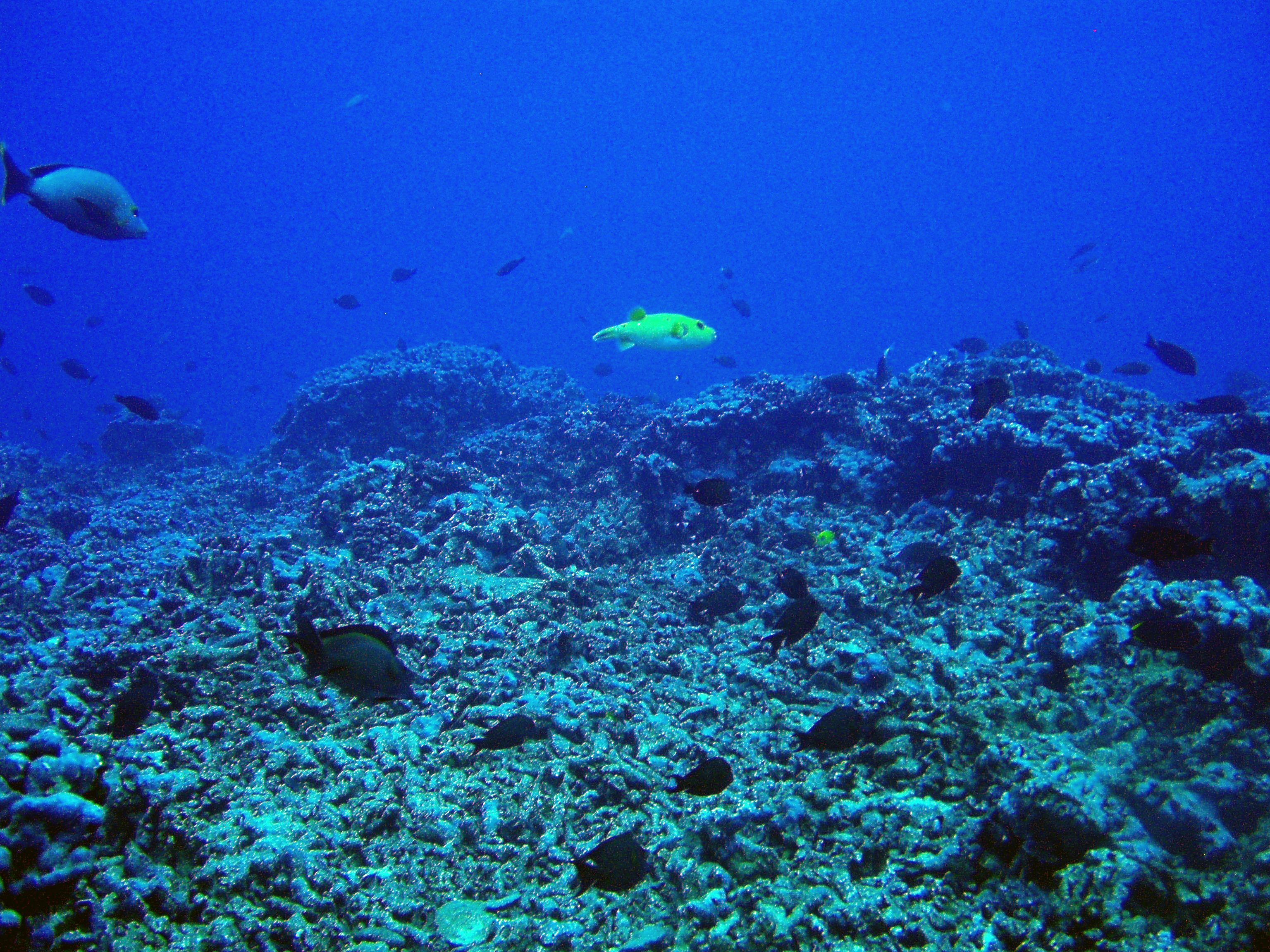
Les cyclones tropicaux sont des événements destructeurs pour les colonies vivantes.
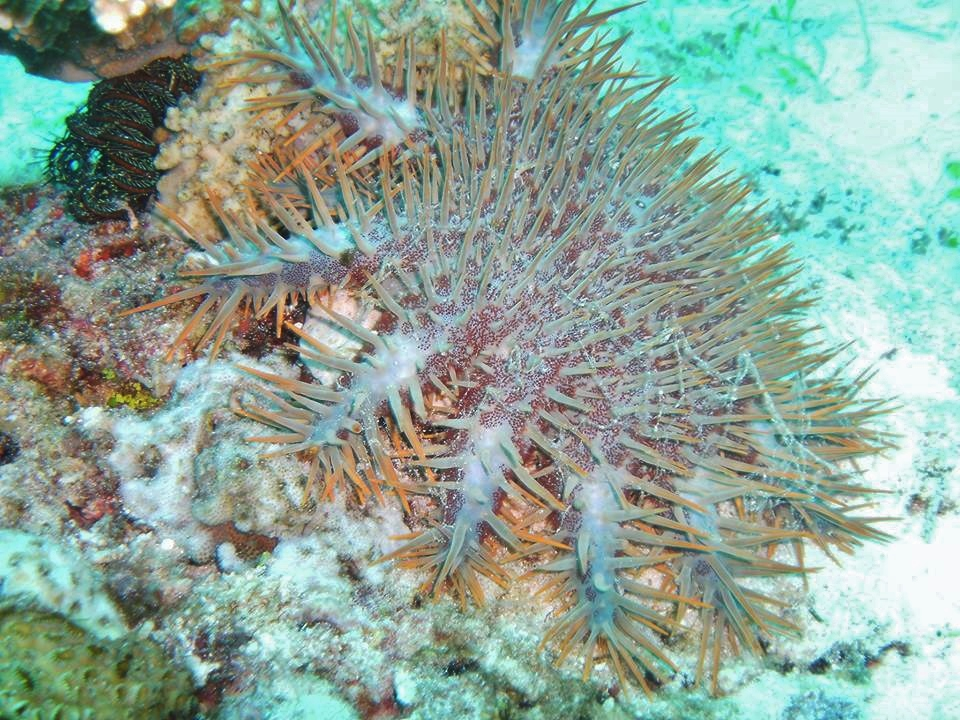
L'étoile de mer Acanthaster planci se nourrit de corail ; elle est désormais invasive dans certaines régions, où elle détruit des récifs entiers.
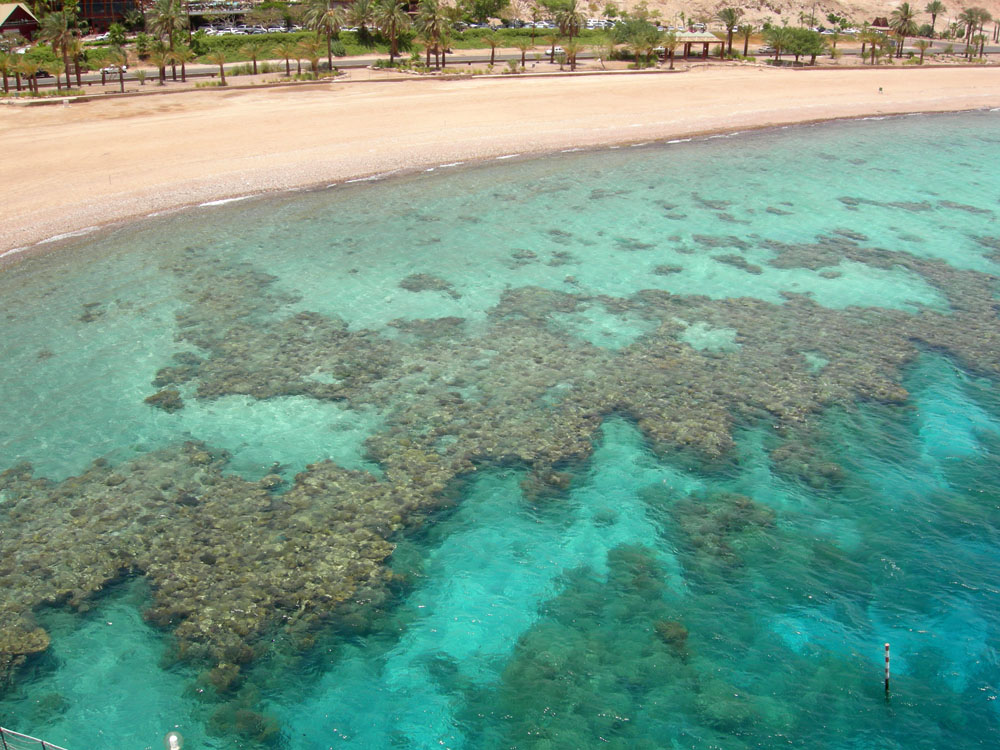
Récif affleurant à Eilat. Le changement de niveau des mers peut avoir des conséquences dramatiques sur le corail.